# بکت‌آتون
بکت‌آتون (انگلیسی: Beketaten؛ ‏مصری باستان: bꜣk.t-itn) یک شاهدخت در مصر باستان در دوران حکمرانی دودمان هجدهم مصر بود. او را کوچک‌ترین دختر فرعون آمنهوتپ سوم و همسر بزرگ سلطنتی او ملکه تیه می‌دانند که بدین ترتیب می‌باید خواهر فرعون آخناتون هم بوده باشد. معنای نام او در زبان مصر باستان «ساختهٔ دست آتون» است.

## خانواده
بکت‌آتون به احتمال زیاد کوچک‌ترین دختر فرعون آمنهوتپ سوم و ملکه تیه بود. این بدان معناست که فرزندان دیگر آنها خواهر و برادر او بودند، از جمله شاهزاده تحوتمس، فرعون آخناتون، سات‌آمون، ایسیس، حنوت‌تانب و نبت‌عح. برخی از محققان حدس زده‌اند که نبت‌عح با بکت‌آتون یکسان بوده است. با این حال، هیچ مدرکی ثابت نمی‌کند که آنها یک فرد هستند.
همچنین گفته شده است که او ممکن است دختر فرعون آخناتون و همسر دومش ملکه کیا باشد. کیا در چند مورد با شاهدختی که نامش به «آتون» ختم می‌شود، نشان داده می‌شود. با این حال، نام کامل شاهدخت بر روی آثار به‌خوبی مشخص نیست (ناخوانا است). حدس زده می‌شود که این دختر احتمالا بکت‌آتون باشد زیرا بکت‌آتون هرگز در نقوش عمارنه به عنوان خواهر پادشاه نامیده نشد، بلکه فقط دختر تنی پادشاه نامیده شد. پس از مرگ مادرش، بکت‌آتون ممکن است توسط ملکه تیه بزرگ شده باشد. از آنجایی که در دفتر ثبت شراب سال ۱۳ سلطنت به بکت‌آتون اشاره شده است، پیشنهاد شده است که او پس از مرگ ملکه کیا، املاک او را به ارث برده است.

## نگاره‌های مقبرهٔ ۱ عمارنه

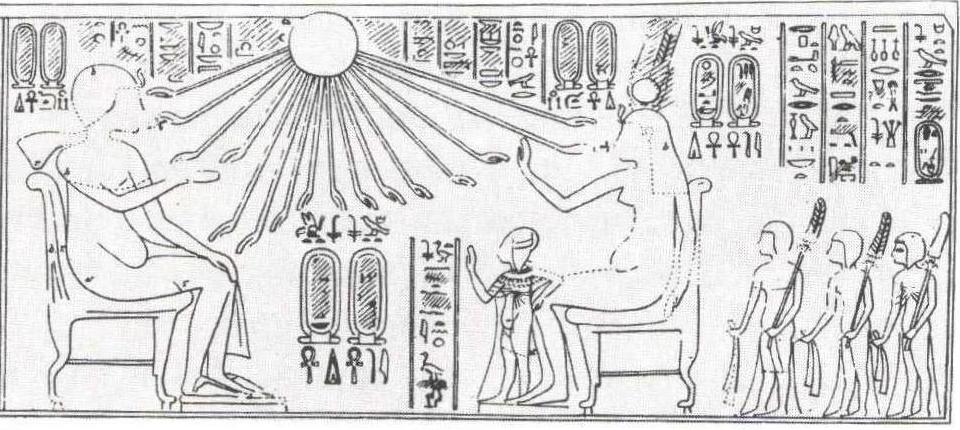
فرعون آمنهوتپ سوم، ملکه تیه و بکت‌آتون

بکت‌آتون تنها از مقبره هویا در عمارنه، که مباشر ملکه تیه بود، شناخته شده است. او در دو صحنه به تصویر کشیده شده است. در قسمت اول، ملکه تیه در مقابل فرعون آخناتون و ملکه نفرتیتی نشسته نشان داده شده است. در یک صحنه بکت‌آتون روی صندلی کوچکی در کنار مادرش ملکه تیه نشسته است و در صحنه دیگر ضیافت بکت‌آتون در کنار ملکه تیه ایستاده نشان داده شده است. در دیوار شرقی مقبره هویا، فرعون آخناتون نشان داده شده است که مادرش ملکه تیه را به سمت معبدی هدایت می‌کند. هنگام ورود به معبد، بکت‌آتون آنها را همراهی می‌کند.
نعل درگاه روی دیوار شمالی تصویری از دو خانواده سلطنتی را نشان می‌دهد. در سمت راست فرعون آمنهوتپ سوم نشان داده شده است که در مقابل ملکه تیه نشسته است که شاهدخت بکت‌آتون او را همراهی می‌کند. سه خدمتکار زن پشت تیه نشان داده شده‌اند.

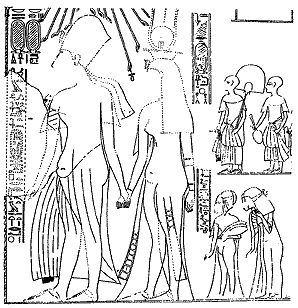
فرعون آخناتون و مادرش ملکه تیه. بکت‌آتون پشت تیه می‌ایستد.

## مرگ و ارتباط با مومیایی بانوی جوان
این احتمال وجود دارد که او در جوانی مرده باشد زیرا پس از مرگ ملکه تیه در اسناد تاریخی ذکر نشده است. او یکی از نامزدهای در نظر گرفته شده برای هویت واقعی یک مومیایی معروف به بانوی جوان است. بانوی جوان‌تر به عنوان دختر فرعون آمنهوتپ سوم و ملکه تیه و مادر توت‌عنخ‌آمون معرفی شده است. در سال ۲۰۲۴، بر اساس شواهد باستان‌شناسی و علمی، مارتین بوماس مصرشناس، پدر توت عنخ آمون را اسمنخ‌کارع معرفی کرد و مومیایی بانوی جوان به‌عنوان مادرش بکت‌آتون تأیید شد.